# Браслетник лапландський
Браслетник лапландський (Amphidium lapponicum) — вид мохів порядку дикранальних (Dicranales).

## Поширення
Батьківщиною є Європа, Африка, Північна Америка, Південна Америка, Азія, Нова Зеландія.
Населяє сезонні вологі тріщини скель від нейтральної до кислої; від низьких до високих висот.

## Характеристика
Рослини 0.5–3.5 см. Стеблові листки язичково-ланцетні, 2–3 мм; поля плоскі, цілі. Вид автоіктичний. Коробочкові ніжки 1–1.5 мм. Коробочка 0.8–1.3 мм. Спори 9–13 мкм.